# Edson Celulari
Edson Francisco Celulari (Bauru, São Paulo, 20 de marzo de 1958) es un actor brasileño.
Su primera actuación en TV fue con Tupi en la obra Salário Mínimo, al año siguiente participó en Gaivotas. Comienza a  trabajar con TV Globo en 1980. Su primer papel de relevancia en la TV fue O Homem Proibido en 1982. Además de la televisión, rodó varias películas, entre ellas Ópera do malandro  y For All - O Trampolim da Vitória. Incursiona también en el teatro, su actuación más reciente fue en el musical Hairspray, la adaptación de Broadway y dirigida por Miguel Falabella, en la que interpreta a una mujer.
Se ha destacado por actuar en una gran cantidad de películas, teleseries y obras de teatro. Entre sus actuaciones más recordadas, está la de Glauco Lopes Prado en la teleserie América.

## Vida personal
A los dieciséis años, Edson se muda a São Paulo, para estudiar en la Escuela de Arte Dramática de USP (Universidad de São Paulo).
Estuvo casado con la actriz Cláudia Raia, con quien tiene dos hijos: Enzo y Sophia. El 26 de julio de 2010, se separa de Claudia Raia luego de 17 años de un matrimonio feliz conservando un profundo respeto y amistad.

## Actuaciones
En televisión
- 2018: O Tempo Não Para... Dom Sabino
- 2018: Malhação... Eduardo Mantovani
- 2017: A Força do Querer... Raul Sabóia Dantas (Dantas)
- 2014: Por siempre... Marcelo Barbosa
- 2012: Guerra dos Sexos... Felipe de Alcántara Pereira Barreto
- 2011: Río del destino... Fernando Rangel
- 2008: Belleza pura... Guilherme Medeiros
- 2006-2007: Páginas de la vida... Sílvio Duarte
- 2005: América... Glauco Lopes Prado
- 2003-2004: Celebridad... él mismo
- 2002-2003: Sabor da Paixão... Jean Valjean
- 2001: As Filhas da Mãe... Edmilson Rocha
- 2000: Aquarela do Brasil (miniserie)... Hélio Aguiar

- 1999: Vila Madalena... Solano
- 1998: Torre de Babel... Henrique Toledo
- 1998: Dona Flor e seus dois maridos (miniserie), Vadinho
- 1997: A Justiceira (serie)... Jamil
- 1995: Explode Coração... Júlio Falcão
- 1995: Decadência (miniserie)... Mariel Batista
- 1993: Fera Ferida... Raimundo Flamel / Feliciano Júnior
- 1992: Deus nos Acuda... Ricardo Bismark
- 1990: Brasileiras e Brasileiros... Totó, SBT
- 1989: Que Rei Sou Eu?... Jean Pierre
- 1988: Chapadão do Bugre (miniserie)... José de Arimatéia
- 1987: Sassaricando... Jorge Miguel
- 1986: Cambalacho... Thiago Souza e Silva
- 1985: Um Sonho a Mais... Joaquim
- 1984: Amor com Amor se Paga... Tomás Correia
- 1983: Guerra dos Sexos... Zenon da Silva
- 1983: Louco Amor... Marcelo Paiva (participación especial)
- 1982: O Homem Proibido... Carlos
- 1981: Ciranda de Pedra... Sérgio
- 1980: Plumas & Paetês... Kurlan
- 1980: Marina... Ivan
- 1979: Gaivotas... Mário
- 1978: Salário Mínimo

En el cine
- 2006: Diario de un nuevo mundo
- 2004: Sexo, amor e traição
- 1997: For All - O Trampolim da Vitória
- 1986: Brasa adormecida
- 1986: Sexo frágil
- 1985: Ópera do malandro
- 1983: Inocência
- 1981: Asa Branca - Um sonho brasileiro
- 1981: Os vagabundos trapalhões

En el teatro
- 2007: Dom Quixote de Lugar Nenhum
- 1990: Calígula
- 1990: Ela odeia mel
- 1978: O despertar da primavera
- 1977: Errare Humanum Est

- Datos: Q2021285
- Multimedia: Edson Celulari / Q2021285

Páginas de vida 1958